# D·J·本加
迪迪尔·“D·J”·艾伦加-本加（英語：Didier "D. J." Ilunga-Mbenga，1980年12月30日—），又譯為班加，民主刚果裔比利时職業籃球運動員，身高2米13，司職中鋒。
本加出生于原扎伊尔的一个公务员家庭。当蒙博托政府被推翻后，其父被关押、处决，但是仍设法救出了家人。本加随后流亡比利时。在难民营中，他被球探发现，于1999年在安特卫普钻石巨人队开始了篮球生涯。2004年，达拉斯小牛队签下了姆本加，但在2007年被放弃。同年，他与金州勇士队签约，但在次年年初，再一次被放棄。2008年他同湖人队签约，一直到2010年止。
2010年，他加盟紐奧良黃蜂隊。